# Факундо Мачаїн
Хосе Факундо Мачаїн Рекальде (ісп. José Facundo Machaín Recalde; 26 листопада 1845 — 29 жовтня 1877) — парагвайський юрист і державний діяч, президент Парагваю (1870).

## Біографія
Народився в Асунсьйоні. Вищу освіту здобував у Чилі, де його викладачем був Андрес Бельо.
Наприкінці війни Потрійного Альянсу, після того, як Асунсьйон був зайнятий бразильськими військами, переможці утворили в країні новий, лояльний їм уряд. З 15 серпня 1869 року Парагваєм став правити тріумвірат із Сіріло Рівароли, Карлоса Лоісагі та Хосе Діаса де Бедоі. Однак у травні 1870 Хосе Діас де Бедоя подав у відставку, а 31 серпня 1870 те ж зробив і Карлос Лоісага. У цих умовах Національна Асамблея оголосила про припинення правління тріумвірату та запровадження посту президента республіки. 37 голосами проти 5 на посаду президента було обрано Факундо Мачаїна.
Проте президентство Мачаїна тривало лише 12 годин. Вже 1 вересня 1870 року Сіріло Антоніо Ріварола, спираючись на вірні йому війська, здійснив перший в історії Парагваю військовий переворот, скинув Мачаїна і змусив Національну Асамблею знову визнати себе главою держави.
1872 року став членом Верховного суду. Під час президентства Хуана Баутісти Хіля став міністром закордонних справ Парагваю, на цій посаді вів переговори з аргентинським міністром Бернардо де Ірігойєном про кордон між країнами після Парагвайської війни, що завершилися в 1876 підписанням договору Мачаїна-Іригойєна.
Був першим директором Національного коледжу в Асунсьйоні, з будівлі якого став 1877 року свідком убивства президента Хуана Хіля. Під час судового процесу був захисником обвинувачених у вбивстві, внаслідок політичних інтриг сам опинився у в'язниці разом зі своїми підзахисними. Був вбитий у своїй камері.